# Billy Currington (album)
Billy Currington è l'album di debutto dell'omonimo cantante statunitense, pubblicato il 30 settembre 2003 e anticipato dal singolo Walk a Little Straighter.

## Tracce
1. I Got a Feelin' – 3:14
2. That's Just Me – 3:00
3. Hangin' Around – 3:19
4. Off My Rocker – 3:09
5. Walk a Little Straighter – 3:43
6. Where the Girls Are – 3:13
7. Time with You – 3:45
8. When She Gets Close to Me – 3:35
9. Growin' Up Down There – 3:00
10. Next Time – 3:17
11. Ain't What It Used to Be – 3:15